# Oscarverleihung 1947
Übersicht aller ausgezeichneten Filme

◄◄ | ◄ | 1943 | 1944 | 1945 | 1946 | Oscarverleihung 1947 | 1948 | 1949 | 1950 | 1951 | ► | ►►

Weitere Ereignisse
Die Oscarverleihung 1947 fand am 13. März 1947 im Shrine Auditorium in Los Angeles statt. Es waren die 19th Annual Academy Awards. Im Jahr der Auszeichnung werden immer Filme des vergangenen Jahres ausgezeichnet, in diesem Fall also die Filme des Jahres 1946.
| Film                            | N | A |
| ------------------------------- | - | - |
| Die besten Jahre unseres Lebens | 8 | 7 |
| Die Wildnis ruft                | 7 | 2 |
| Der Jazzsänger                  | 6 | 2 |
| Anna und der König von Siam     | 5 | 2 |
| Ist das Leben nicht schön?      | 5 | 0 |
| Auf Messers Schneide            | 4 | 1 |
| Heinrich V.                     | 4 | 0 |
| Rächer der Unterwelt            | 4 | 0 |
| Begegnung                       | 3 | 0 |
| Berüchtigt                      | 2 | 0 |
| Blau ist der Himmel             | 2 | 0 |
| Centennial Summer               | 2 | 0 |
| Duell in der Sonne              | 2 | 0 |
| The Harvey Girls                | 2 | 1 |
| Mutterherz                      | 2 | 1 |
| Das Vermächtnis                 | 2 | 0 |

## Nominierungen und Gewinner

### Bester Film
präsentiert von Eric Johnston
Die besten Jahre unseres Lebens (The Best Years of Our Lives) – Samuel Goldwyn
Auf Messers Schneide (The Razor’s Edge) – Darryl F. Zanuck
Heinrich V. (Henry V) – Dallas Bower, Laurence Olivier
Ist das Leben nicht schön? (It’s a Wonderful Life) – Frank Capra
Die Wildnis ruft (The Yearling) – Sidney Franklin

### Beste Regie
präsentiert von Billy Wilder
William Wyler – Die besten Jahre unseres Lebens (The Best Years of Our Lives)
Clarence Brown – Die Wildnis ruft (The Yearling)
David Lean – Begegnung (Brief Encounter)
Frank Capra – Ist das Leben nicht schön? (It’s a Wonderful Life)
Robert Siodmak – Rächer der Unterwelt (The Killers)

### Bester Hauptdarsteller
präsentiert von Joan Fontaine
Fredric March – Die besten Jahre unseres Lebens (The Best Years of Our Lives)
Laurence Olivier – Heinrich V. (Henry V)
Larry Parks – Der Jazzsänger (The Jolson Story)
Gregory Peck – Die Wildnis ruft (The Yearling)
James Stewart – Ist das Leben nicht schön? (It’s a Wonderful Life)

### Beste Hauptdarstellerin
präsentiert von Ray Milland
Olivia de Havilland – Mutterherz (To Each His Own)
Celia Johnson – Begegnung (Brief Encounter)
Jennifer Jones – Duell in der Sonne (Duel in the Sun)
Rosalind Russell – Schwester Kenny (Sister Kenny)
Jane Wyman – Die Wildnis ruft (The Yearling)

### Bester Nebendarsteller
präsentiert von Anne Revere
Harold Russell – Die besten Jahre unseres Lebens (The Best Years of Our Lives)
Charles Coburn – Das Vermächtnis (The Green Years)
William Demarest – Der Jazzsänger (The Jolson Story)
Claude Rains – Berüchtigt (Notorious)
Clifton Webb – Auf Messers Schneide (The Razor’s Edge)

### Beste Nebendarstellerin
präsentiert von Lionel Barrymore
Anne Baxter – Auf Messers Schneide (The Razor’s Edge)
Ethel Barrymore – Die Wendeltreppe (The Spiral Staircase)
Lillian Gish – Duell in der Sonne (Duel in the Sun)
Flora Robson – Spiel mit dem Schicksal (Saratoga Trunk)
Gale Sondergaard – Anna und der König von Siam (Anna and the King of Siam)

### Bestes Originaldrehbuch
präsentiert von Robert Montgomery
Muriel Box, Sydney Box – Der letzte Schleier (The Seventh Veil)
Raymond Chandler – Die blaue Dahlie (The Blue Dahlia)
Melvin Frank, Norman Panama – Der Weg nach Utopia (Road to Utopia)
Ben Hecht – Berüchtigt (Notorious)
Jacques Prévert – Kinder des Olymp (Les enfants du paradis)

### Bestes adaptiertes Drehbuch
präsentiert von Robert Montgomery
Robert E. Sherwood – Die besten Jahre unseres Lebens (The Best Years of Our Lives) 
Sergio Amidei, Federico Fellini – Rom, offene Stadt (Roma, città aperta)
Sally Benson, Talbot Jennings – Anna und der König von Siam (Anna and the King of Siam)
Anthony Havelock-Allan, David Lean, Ronald Neame – Begegnung (Brief Encounter)
Anthony Veiller – Rächer der Unterwelt (The Killers)

### Beste Originalgeschichte
präsentiert von Robert Montgomery
Clemence Dane – Perfect Strangers
Charles Brackett – Mutterherz (To Each His Own)
John Patrick – Die seltsame Liebe der Martha Ivers (The Strange Love of Martha Ivers)
Vladimir Pozner – Der schwarze Spiegel (The Dark Mirror)
Victor Trivas – Die Spur des Fremden (The Stranger)

### Beste Kamera (Schwarzweißfilm)
präsentiert von Ann Sheridan
Arthur C. Miller – Anna und der König von Siam (Anna and the King of Siam)
George J. Folsey – Das Vermächtnis (The Green Years)

### Beste Kamera (Farbfilm)
präsentiert von Ann Sheridan
Arthur E. Arling, Charles Rosher, Leonard Smith – Die Wildnis ruft (The Yearling)
Joseph Walker – Der Jazzsänger (The Jolson Story)

### Bestes Szenenbild (Schwarzweißfilm)
präsentiert von Greer Garson
William S. Darling, Frank E. Hughes, Thomas Little, Lyle R. Wheeler – Anna und der König von Siam (Anna and the King of Siam)
Sam Comer, Hans Dreier, Ray Moyer, Walter H. Tyler – Eine Lady mit Vergangenheit (Kitty)
Richard Day, Paul S. Fox, Nathan Juran, Thomas Little – Auf Messers Schneide (The Razor’s Edge)

### Bestes Szenenbild (Farbfilm)
präsentiert von Greer Garson
Cedric Gibbons, Paul Groesse, Edwin B. Willis – Die Wildnis ruft (The Yearling)
John Bryan – Caesar und Cleopatra (Caesar and Cleopatra)
Carmen Dillon, Paul Sheriff – Heinrich V. (Henry V)

### Beste Filmmusik (Drama/Komödie)
präsentiert von Lana Turner
Hugo Friedhofer – Die besten Jahre unseres Lebens (The Best Years of Our Lives)
Bernard Herrmann – Anna und der König von Siam (Anna and the King of Siam)
Miklós Rózsa – Rächer der Unterwelt (The Killers)
William Walton – Heinrich V. (Henry V)
Franz Waxman – Humoreske (Humoresque)

### Beste Filmmusik (Musikfilm)
präsentiert von Lana Turner
Morris Stoloff – Der Jazzsänger (The Jolson Story)
Robert Emmett Dolan – Blau ist der Himmel (Blue Skies)
Lennie Hayton – The Harvey Girls
Ray Heindorf, Max Steiner – Tag und Nacht denk’ ich an Dich (Night and Day)
Alfred Newman – Centennial Summer

### Bester Song
präsentiert von Van Johnson
„On the Atchison, Topeka and the Santa Fe“ aus The Harvey Girls – Johnny Mercer, Harry Warren
„All Through the Day“ aus Centennial Summer – Oscar Hammerstein, Jerome Kern
„I Can’t Begin to Tell You“ aus Dolly Sisters (The Dolly Sisters) – Mack Gordon, James V. Monaco
„Ole Buttermilk Sky“ aus Feuer am Horizont (Canyon Passage) – Hoagy Carmichael, Jack Brooks
„You Keep Coming Back Like a Song“ aus Blau ist der Himmel (Blue Skies) – Irving Berlin

### Bester Schnitt
präsentiert von Rex Harrison
Daniel Mandell – Die besten Jahre unseres Lebens (The Best Years of Our Lives)
Arthur Hilton – Rächer der Unterwelt (The Killers)
William Hornbeck – Ist das Leben nicht schön? (It’s a Wonderful Life)
Harold F. Kress – Die Wildnis ruft (The Yearling)
William A. Lyon – Der Jazzsänger (The Jolson Story)

### Bester Ton
präsentiert von Rex Harrison
John P. Livadary – Der Jazzsänger (The Jolson Story)
John Aalberg – Ist das Leben nicht schön? (It’s a Wonderful Life)
Gordon Sawyer – Die besten Jahre unseres Lebens (The Best Years of Our Lives)

### Beste visuelle Effekte
präsentiert von Rex Harrison
Tom Howard – Geisterkomödie (Blithe Spirit)
Nathan Levinson, William C. McGann – Die große Lüge (A Stolen Life)

### Bester Kurzfilm (1 Filmrolle)
präsentiert von Douglas Fairbanks junior
Facing Your Danger – Gordon Hollingshead
Dive-Hi Champs – Jack Eaton
Golden Horses – Edmund Reek
Smart as a Fox – Gordon Hollingshead
Sure Cures – Pete Smith

### Bester Kurzfilm (2 Filmrollen)
präsentiert von Douglas Fairbanks junior
A Boy and His Dog – Gordon Hollingshead
College Queen – George Templeton
Hiss and Yell – Jules White
The Luckiest Guy in the World – Jerry Bresler

### Bester Kurzfilm (Cartoon)
präsentiert von Douglas Fairbanks junior
Tom gibt ein Konzert (The Cat Concerto) – Fred Quimby
Hühnerauge, sei wachsam (Walky Talky Hawky) – Eddie Selzer
John Henry and the Inky-Poo – George Pal
Musical Moments from Chopin – Walter Lantz
Squatter’s Rights – Walt Disney

### Bester Dokumentarkurzfilm
präsentiert von Douglas Fairbanks junior
Seeds of Destiny – U.S. War Dept.
Atomic Power – 20th Century Fox
Life at the Zoo – Artkino Pictures
Paramount News Issue No. 37 – Paramount Pictures
Traffic with the Devil – Metro-Goldwyn-Mayer

## Ehren-Oscars

### Ehrenoscar
Harold Russell – Die besten Jahre unseres Lebens (The Best Years of Our Lives)
Laurence Olivier – Heinrich V. (The Chronicle History of King Henry the Fift with His Battell Fought at Agincourt in France)
Ernst Lubitsch – Für sein Lebenswerk

### Irving G. Thalberg Memorial Award
Samuel Goldwyn

### Juvenile Award
Claude Jarman Jr.

### Technical Achievement Award
Harlan L. Baumbach
Arthur F. Blinn, Robert O. Cook, C. O. Slyfield
Herbert E. Britt
Carlton W. Faulkner
Marty Martin, Hal Adkins
Burton F. Miller
Harold Nye